# Sundsfjorden (Gildeskål)
 For alternative betydninger, se Sundsfjorden. (Se også artikler, som begynder med Sundsfjorden)
Sundsfjorden er en fjordarm af Morsdalsfjorden i Gildeskål kommune i Nordland fylke i Norge. Fjorden har indløb mellem Rotneset i vest og Hamneset i øst, lige syd for Sandhornøya og går 3 kilometer mod sydvest til Sundsfjord i bunden af fjorden.
Fylkesvej 17 går langs østsiden af fjorden og krydser fjorden ved Sundsfjord.